# Hyperprisme

Relier deux dodécaèdres égaux situés dans des espaces différents forme un hyperprisme dodécaédrique.

Un hyperprisme de dimension n est la généralisation d'un prisme aux dimensions supérieures à trois.

## Définition et construction
Pour construire un hyperprisme, il faut translater un polytope de dimension n-1 le long d'un vecteur (qui n'appartient généralement pas à l'hyperplan contenant le n-1 polytope) : l'hyperprisme est alors l'ensemble des positions prises par le polytope durant son déplacement.
Un n hyperprisme est constitué de deux n-1 polytopes identiques, reliés face par face par des n-1 hyperprismes.
Le symbole de Schläfli d'un hyperprisme formé à partir d'un polytope de symbole {p, q, r,..., z} est le produit cartésien de ce symbole-ci et de celui d'un segment de symbole {} : {p, q, r, ..., z}x{}.

### Cas particuliers
Si le vecteur est normal à l'hyperplan de départ, l'hyperprisme est dit « droit ».
De la même façon qu'un cylindre peut être considéré comme un prisme à base circulaire (ou, plus largement, à base bidimentionnelle courbe), un hypercylindre peut être considéré comme hyperprisme à base sphérique (ou, plus largement, à base multidimentionnelle courbe).
Par abus, un hyperprisme inscriptible dans une hypersphère est parfois dit « régulier ».
Les hyperprismes à faces régulières font partie des polytopes uniformes.

### Exemples
Le tableau ci-dessous présente une liste non exhaustive d'hyperprismes jusqu'à la dimension 4.
| Dimensions | 1               | 2                                             | 3                                                                                  | 4                                                                 |
| Nom        | segment         | parallélogramme (ou rectangle s'il est droit) | prisme (droit ou non)                                                              | hyperprisme de dimension 4 (droit ou non)                         |
| Définition | Point translaté | Segment translaté                             | Polygone translaté                                                                 | Polyèdre translaté                                                |
| Exemples   | segment         | parallélogramme, rectangle, carré, losange... | prisme à base polygonale, parallélépipède rectangle, cube, rhomboèdre, cylindre... | tesseract, parallélotope, cylindre sphérique, cylindre cubique... |
| Images     |                 |                                               |                                                                                    |                                                                   |

## Hypervolume
L'hypervolume d'un hyperprisme vaut toujours :
{\displaystyle V_{n}=V_{n-1}\times h}
(où {\displaystyle V_{n-1}} est le volume du polytope translaté et {\displaystyle h} la hauteur)